# 信義安和駅
信義安和駅（しんぎあんわえき）は台湾台北市大安区にある台北捷運淡水信義線の駅。駅番号はR04である。

## 歴史
- 2011年7月22日 - 駅名を「安和路」から「信義安和」へ変更決定[1]。
- 2013年11月24日 - 信義線 中正紀念堂駅～象山駅 開業[2]。

## 駅構造
ホームは地下2階にある。島式ホーム1面2線の地下駅。開業時からフルスクリーンタイプのホームドアが設置されている。出口は5つある。

### 駅階層
| 地面      | 出入口                                 | 出入口                                               |
| 地下 一階 | 改札階                                 | コンコース、インフォメーション、自動券売機、自動改札 |
| 地下 二階 | 1番線                                  | ←淡水信義線 淡水方面（大安駅）                       |
| 地下 二階 | 島式ホーム、車両左側のドアが開閉する。 |                                                      |
| 地下 二階 | 2番線                                  | →淡水信義線 象山方面（台北101/世貿）→                |

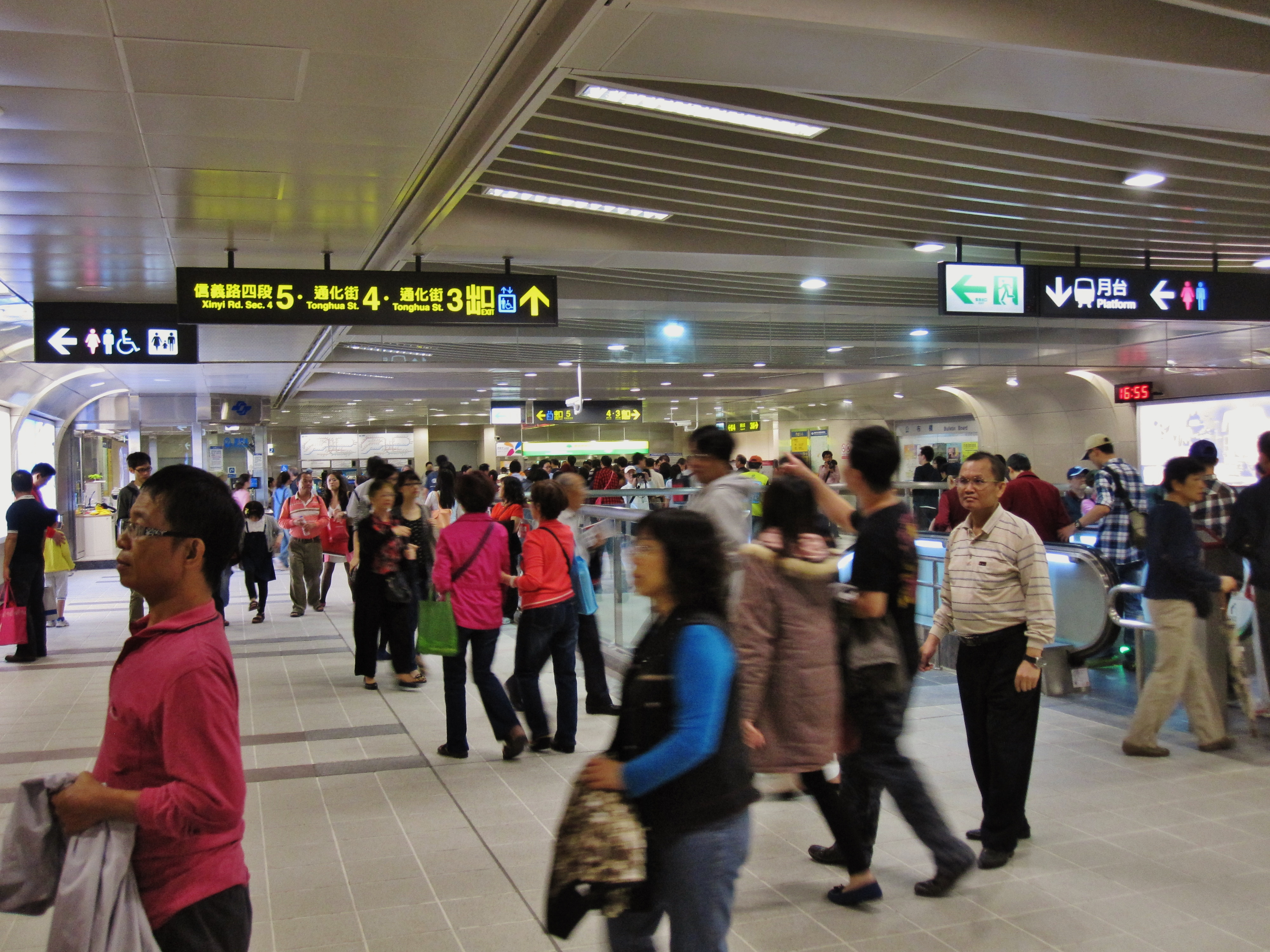
コンコース
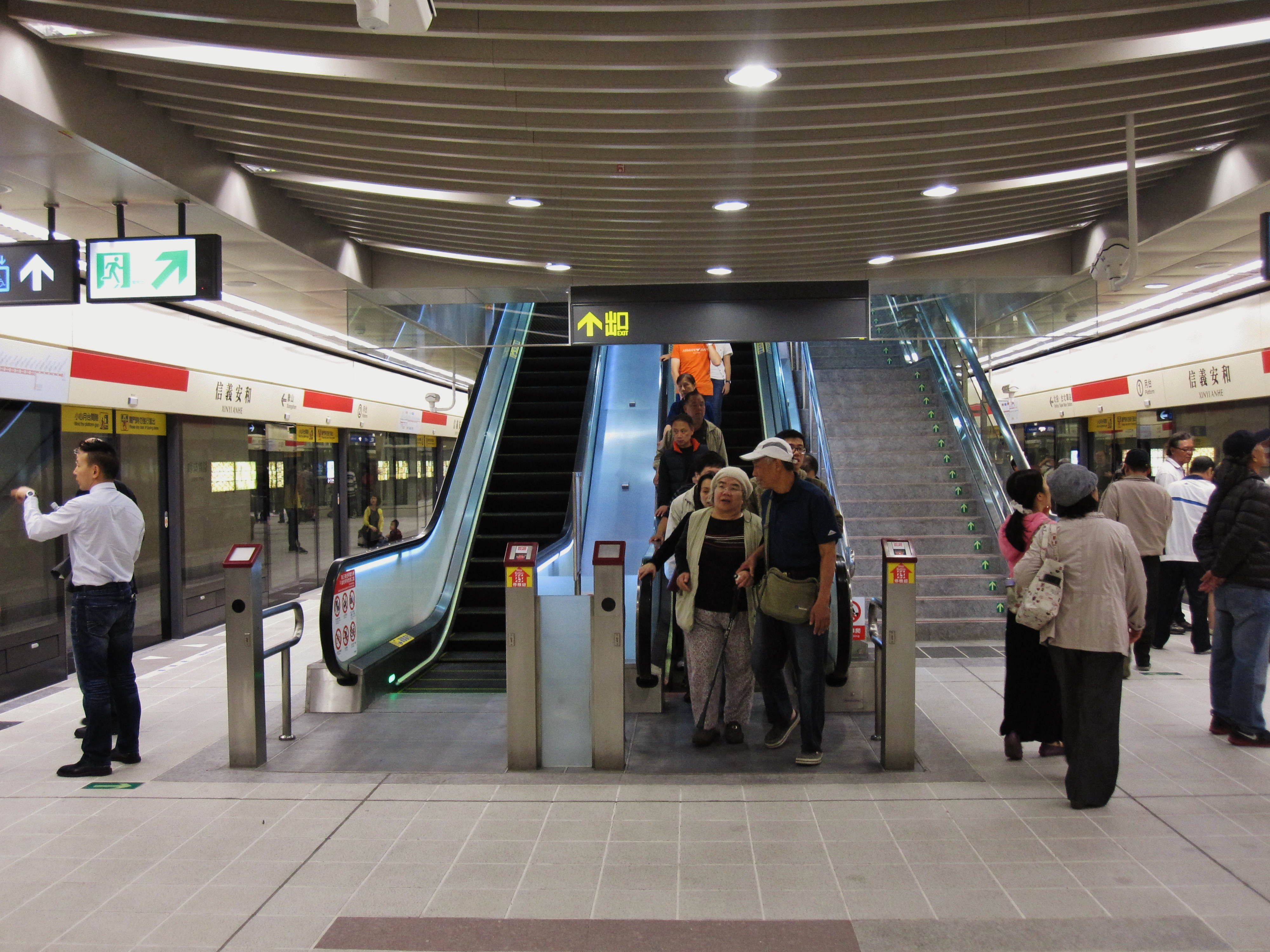
ホーム

### 駅出口
- 出口1：安和路
- 出口2：安和路派出所
- 出口3：通化街
- 出口4：通化街
- 出口5：信義路四段

## 利用状況
| 年   | 年間      | 年間      | 年間       | 年間  | 日平均 | 日平均 |
| 年   | 乗車      | 下車      | 乗下車計   | 出典  | 乗車   | 乗下車 |
| ---- | --------- | --------- | ---------- | ----- | ------ | ------ |
| 2013 | 600,962   | 634,638   | 1,235,600  | [ 5 ] | 15,815 | 32,516 |
| 2014 | 4,443,801 | 4,714,700 | 9,158,501  | [ 5 ] | 12,175 | 25,092 |
| 2015 | 5,190,734 | 5,466,718 | 10,657,452 | [ 5 ] | 14,221 | 29,198 |
| 2016 | 5,573,175 | 5,875,759 | 11,448,934 | [ 5 ] | 15,227 | 31,281 |
| 2017 | 5,754,242 | 6,044,929 | 11,799,171 | [ 5 ] | 15,765 | 32,326 |
| 2018 | 6,073,132 | 6,404,967 | 12,478,099 | [ 5 ] | 16,639 | 34,187 |
| 2019 | 6,358,823 | 6,717,227 | 13,076,050 | [ 5 ] | 17,421 | 35,825 |
| 2020 | 5,830,713 | 6,138,486 | 11,969,199 | [ 5 ] | 15,931 | 32,703 |
| 2021 | 4,584,086 | 4,817,086 | 9,401,172  | [ 5 ] | 12,559 | 25,757 |

## 駅周辺
- 坡心市場
- 臨江街観光夜市（中国語版）（通化街夜市）
- 文昌街家具専売街
- 台北市政府警察局（中国語版）大安分局安和路派出所
- 東方工商（中国語版）
- 台北市私立立人国際国民中小学（中国語版）
- 仁愛国小（中国語版）
- 仁愛国中（中国語版）
- 湳山影城
- 遠企中心（中国語版）
- YouBike（台北市公共自転車（中国語版））
  - 捷運信義安和駅(4号出口)
  - 捷運信義安和駅(1号出口)
- すき家
- はま寿司

## 隣の駅
台北捷運
 淡水信義線
大安駅 R05 - 信義安和駅 R04 - 台北101/世貿駅 R03